# غاستون فييت
غاستون فييت أو غاستون ڤييت - (بالفرنسية: Gaston Wiet)‏، (1887 - 1971) مستشرق فرنسي، كان مدير متحف الأثار سنة 1887، ومديرا لدار الأثار العربية في القاهرة (1924 - 1944)، وانتخب عضوا في المجمع اللغوي في القاهرة (1930)، وأستاذ شرفي في الكوليج دو فرانس في باريس.
له كتب كثيرة عن العصر المملوكي والتاريخ الإسلامي وعن مصر والقاهرة مثل كتاب «القاهرة مدينة الفن والتجارة»، وعن التحف الموجودة في المتحف الإسلامي في القاهرة. شارك في دائرة المعارف الإسلامية وألف مع زميل له كتاب ضخم عن « مساجد القاهرة» Les Mosquees Du Caire. حقق الجزء الأول من كتاب المقريزي «المواعظ والاعتبار بذكر الخطط والأثار» المعروف بـ «الخطط المقريزية»، وترجم كتابه «إغاثة الأمة بكشف الغمة» للفرنسية بعنوان Le traité des famines de Maqr¯iz¯i.

## من مؤلفاته
- Les Mosquees Du Caire
- Introduction a La Litterature Arabe
- Album De Musee Arabe De Caire
- Histoire De La Nation Egyptienne
- Grandeur De L'Islam
- Album De L'Exposition D'Art Persan